# Alleinstellungswerbung
Die Alleinstellungswerbung (auch Spitzenstellungswerbung) sind Aussagen, mit denen der Werbende behauptet, in bestimmter Hinsicht einen Vorsprung vor sämtlichen Mitbewerbern zu haben. Die Aussage kann sich dabei auf vielerlei beziehen, neben dem Unternehmen selbst auch auf dessen Produkte oder Dienstleistungen, sein soziales Engagement usw.

## Rechtliche Bewertung
Die Zulässigkeit einer Alleinstellungsbehauptung ist im Rahmen des § 5 Abs. 1 S. 2 Nr. 3 UWG  (Irreführende Werbung) zu prüfen. Eine vergleichende Werbung liegt dagegen nicht immer vor. Zwar muss sich jede vergleichende Werbung am Maßstab des § 5 UWG messen lassen (§ 5 III UWG), nicht jede Spitzenstellungswerbung ist jedoch auch eine vergleichende i. S. d. § 6 UWG.
Der BGH verlangt für die Zulässigkeit einer solchen Werbung, dass sie wahr ist und dass der behauptete Vorsprung deutlich sowie von gewisser Stetigkeit ist. Sogenannte nichtssagende Anpreisungen („Der Blockbuster des Sommers“), also Behauptungen, die nicht objektiv nachprüfbar sind, oder sichtlich nicht ernstgemeinte Aussagen („Putzwunder“) fallen jedoch von vornherein nicht in den Irreführungstatbestand.

## Beispiele
- Superlativ: die beste...; die meistgelesene...; der frischeste...
- Komparativ: verleiht längere Lebensdauer; hält besser; bietet bessere Produkte
- Negativer Komparativ: ...mit keinem anderen Öl haben Sie einen so niedrigen Verbrauch!
- Bestimmter Artikel: Bielefelds große Zeitung, Der Kölner Bäcker